# Brzęczek (potok)
Brzęczek (niem. Klinkenbach) – potok górski w Polsce w województwie dolnośląskim w Sudetach Środkowych, w Górach Sowich i na Przedgórzu Sudeckim.

## Przebieg i opis
Górski potok, o długości około 9,6 km, lewy dopływ Piławy, należący do dorzecza Odry, zlewiska Morza Bałtyckiego. W części źródliskowej składa się z kilku potoków, których źródła położone są na terenie Parku Krajobrazowego Gór Sowich. Główny potok wypływa ze źródła położonego na wysokości około 675 m n.p.m., pomiędzy Żebrakiem i Kopistą. Źródło drugiego potoku położone jest na wysokości około 640 m n.p.m. na północno-wschodnim zboczu Korczaka, w rejonie przełęczy Trzy Buki, a źródło trzeciego położone jest na wysokości około 570 m n.p.m., najbardziej na północ, pomiędzy Błyszczem a Wroną w Dolinie Wapiennej. Wszystkie trzy potoki spływają zalesionymi, stromymi, wąskimi, krętymi i głęboko wciętymi w zbocza dolinami w kierunku północno-wschodnim. U północno-wschodniego podnóża Gór Sowich, na linii sudeckiego uskoku brzeżnego na wysokości 400 m n.p.m., potoki opuszczają obszar Parku Krajobrazowego i wpływają na otwarty teren Obniżenia Podsudeckiego i płyną w kierunku zachodnich obrzeży Bielawy, gdzie łączą się w jeden potok. W środkowym i dolnym biegu potok płynie rozległą równiną przez łąki i pola uprawne do ujścia do Piławy, do której uchodzi na wysokości około 255 m n.p.m., w Dzierżoniowie. Zasadniczy kierunek biegu potoku jest północno-wschodni. Jest to potok górski odwadniający północno-wschodni fragment zboczy Gór Sowich. Potok w górnym biegu dziki w środkowym i dolnym biegu częściowo uregulowany.
Najładniejsza jest środkowa Dolina Kamienna, którą płynie główny środkowy potok Brzęczek, zbocza doliny miejscami przechodzą w małe urwiska skalne.

## Dopływy
Dopływy potoku stanowią strumienie i potoki bez nazwy, w większości mające źródła na północno-wschodnich zboczach Gór Sowich.

## Miejscowości położone nad potokiem
- Bielawa
- Dzierżoniów[1]